# Racing for Life (film 1924)
Racing for Life è un film muto del 1924 diretto da Henry MacRae.

## Produzione
Il film fu prodotto dalla Columbia Productions.

## Distribuzione
Distribuito dalla Columbia Pictures, il film uscì nelle sale cinematografiche USA l'8 agosto 1924.